# Rebecca Staab
Rebecca Ann Staab (Hays (Kansas), 27 juli 1961) is een Amerikaans model en actrice.

## Biografie
Staab is geboren in Hays (Kansas) maar groeide op in Omaha (Nebraska) en studeerde in 1979 af op het Ralston Senior High School in Ralston (Nebraska). In 1980 werd zij gekozen tot Miss Nebraska en drong door tot de halve finale van de Miss USA-verkiezing. Hierna werkte zij als professioneel model in hoofdzakelijk Parijs. Staab verhuisde naar New York en ging werken voor Ford Modeling Agency en ging toen ook acteren.
Staab begon in 1985 met acteren in de televisieserie The Guiding Light. Hierna heeft ze nog meerdere rollen gespeeld in televisieseries en films zoals Dark Shadows (1991), Beverly Hills, 90210 (1991-1992), Love Potion No. 9 (1992), The Fantastic Four (1994), One West Waikiki (1994-1996), Port Charles (2002-2003) en The Young and the Restless (2008).
Staab besteed haar vrije tijd aan sportieve hobby's zoals scuba duiken, paardrijden, bergbeklimmen, kajakken, marathonlopen en alle soorten dansen. Door deze hobby's is ze overal ter wereld wel geweest, zoals Italië, Bali, Turkije, Canarische Eilanden, Rusland en vele andere landen.

## Filmografie

### Films
Uitgezonderd korte films.
- 2025 The Fantastic Four: First Steps - als Channel 9-nieuwslezer Carolyn Haynes (cameo)
- 2022 Cut, Color, Murder - als Mitzi Stewart
- 2021 Christmas in Tahoe - als Dorothy Rhodes
- 2021 Love Hard - als Barb Lin
- 2021 The Santa Stakeout - als Lois Carmichael
- 2020 Christmas by Starlight - als Pat Park
- 2019 A Christmas Miracle - als miss Hennessy
- 2019 Chronicle Mysteries: The Deep End - als Eileen Bruce
- 2019 Surge of Dawn - als Heart
- 2019 Breakthrough - als Cindy Rieger
- 2019 The Chronicle Mysteries: Vines That Bind - als Eileen Bruce
- 2019 The Chronicle Mysteries: Recovered - als Eileen Bruce
- 2018 Christmas Bells Are Ringing - als Helen
- 2018 Mingle All the Way - als Helen Lange
- 2018 Road to Christmas - als Lois Baker
- 2018 The Miracle Season - als Bethany
- 2017 Coming Home for Christmas - als Camille
- 2017 Moonlight in Vermont - als Delia
- 2016 The Irresistible Blueberry Farm - als Cynthia Branford
- 2016 Surge of Power: Revenge of the Sequel - als Heart
- 2012 A Perfect Ending – als Sylvie
- 2010 Dicks – als Trudy Turnbow
- 2009 All Ages Night – als Dennie Murphy
- 2009 Love at First Hiccup – als Constance
- 2007 Safe Harbour – als Andrea Wilson
- 2003 A House on a Hill – als Kate Banks
- 1999 The Substitute 3: Winner Takes All – als professor Nicole Stewart
- 1999 Stray Bullet – als Stella
- 1997 T.N.T. – als Jamie Wheeler
- 1995 Quiet Days in Hollywood – als Amelie
- 1994 The New Age – als vrouwelijke klant
- 1994 The Fantastic Four – als Susan Storm / Invisible Woman
- 1992 Love Potion No. 9 – als Cheryl
- 1991 P.S.I. Luv U – als Carole Mallory
- 1991 The Marrying Man – als Arlene
- 1990 Dark Shadows – als Daphne Harridge Collins

### Televisieseries
Uitgezonderd eenmalige gastrollen.
- 2021 Family Law - als Veronica Crombie - 2 afl.
- 2019 - 2021 Chronicle Mysteries - als Eileen Bruce - 4 afl.
- 2017 Somewhere Between - als Colleen DeKizer - 6 afl.
- 2008 The Young and the Restless – als April Stevens – 2 afl.
- 2002 – 2003 Port Charles – als Elizabeth Barrington – 6 afl.
- 1998 Martial Law – als ?? – 2 afl.
- 1994 – 1996 One West Waikiki – als Rebecca Dunn – 3 afl.
- 1995 Live Shot – als Sherry Beck – 13 afl.
- 1993 Trade Winds – als Ellen Sommers – 3 afl.
- 1991 – 1992 Beverly Hills, 90210 – als Deidre – 2 afl.
- 1991 Dark Shadows – als Daphne Collins – 3 afl.
- 1985 – 1987 The Guiding Light – als Jessica Lynn Matthews - 3 afl.

- Library of Congress Control Number: no2008014711
- Virtual International Authority File: 4730417
- WorldCat: E39PBJqqxqwjxmpYhmrMkmvPwC